# グローリアスソング
グローリアスソング (Glorious Song) はカナダ、アメリカ合衆国の競走馬、繁殖牝馬。競走馬としても繁殖牝馬としても一流の成績を残した。1980年エクリプス賞最優秀古馬牝馬。

## 戦跡
3歳まで故郷であるカナダで走り、11戦8勝の成績をあげる。4歳以降は拠点をアメリカ合衆国に移し、スピンスターステークスなどG1競走を4つ、重賞競走8つに勝利した。5歳のシルヴァーベルズハンデキャップ（4着）を最後に引退、繁殖入りした。

### 年度別競走成績
- 1978年（1戦1勝）
- 1979年（10戦7勝） - オンタリオダムゼルステークス、ベルマホーンステークス、ワンダーウェアーステークス、メイプルリーフステークス
- 1980年（11戦6勝） - ラカナダステークス (G1) 、サンタマルガリータステークス (G1) 、トップフライトハンデキャップ (G1) 、ミシガンマイルハンデキャップ (G2) 、ドミニオンデイハンデキャップ (G3)
- 1981年（12戦3勝） - スピンスターステークス (G1) 、サンタマリアハンデキャップ (G2) 、ドミニオンデイハンデキャップ (G3)

## 繁殖入り後
引退後は繁殖入りし、G1競走勝ち馬のシングスピール（父インザウイングス）、重賞競走勝ち馬のラーイ（父ブラッシンググルーム）を輩出し、繁殖牝馬としても成功した。この2頭は種牡馬としても世界的に成功し、当馬の血を世界各地に広めた。また、競走成績は奮わなかったグランドオペラ（父ニジンスキー）も日本に輸入され、メイセイオペラを送り出すなど活躍し、同じく繁殖入り後に日本に輸入されたシャンソネット（父マークオブエスティーム）もNHKマイルカップ勝ち馬のダノンシャンティを産んだ。2003年7月に腸の手術を行うが回復が思わしくなく、安楽死の処置が執られた。

### 代表産駒
- シングスピール - カナディアンインターナショナルステークス (G1) 、ジャパンカップ (G1) 、ドバイワールドカップ (重賞) 、コロネーションカップ (G1) 、インターナショナルステークス (G1)
- ラーイ - ベルエアハンデキャップ (G2)

## 主な牝系図
- (Sedbury) Royal Mare ---No.12始祖
  - (7代省略)
    - Meynell 1736 ---No.12-c始祖
      - （16代省略）
        - Soaring 1960 ---ソアリング系へ
          - Miss Swapsco 1965
            - Ballade 1972
              - Glorious Song 1976 ---↓（改行）

---↓グローリアスソング系
G1競走優勝馬（太字）、重賞競走に優勝した日本馬、ほか独立記事のある馬を記載。*は日本に輸入された馬。
- Glorious Song 1976
  - *グランドオペラ 1984（種牡馬）
  - Rahy 1985（種牡馬）
  - Morn of Song 1988
    - *ハルーワソング 1996
      - ハルーワスウィート 2001
        - ヴィルシーナ 2009（クイーンC・ヴィクトリアマイル連覇）
          - ブラヴァス 2016（新潟記念）
          - ディヴィーナ 2018（府中牝馬S）

        - シュヴァルグラン 2012（阪神大賞典・アルゼンチン共和国杯・ジャパンC）
        - ヴィブロス 2013（秋華賞・ドバイターフ）

      - フレールジャック 2008（ラジオNIKKEI賞）
      - マーティンボロ 2009（新潟記念・中日新聞杯）
      - シャンドランジュ 2013
        - セラフィックコール 2020（みやこS、ダイオライト記念）
        - サンライズアース 2021（阪神大賞典）

    - Mezzo Soprano 2000（ヴェルメイユ賞）[1]
      - *コンサヴァトワー 2009
        - テリトーリアル 2014（小倉大賞典）　

  - Singspiel 1992（カナディアン国際・ジャパンC・ドバイワールドC・コロネーションC・英国際S）
  - Ring of Music 1993
    - *ドバイソプラノ 1999
      - マリーンウィナー 2005
        - ホワイトフーガ 2012（JBCレディスクラシック連覇など重賞7勝）

    - Campanologist 2005（ドイツ賞・ラインラントポカル・オイロパ賞・ジョッキークラブ大賞）[2]

  - *シャンソネット 2000
    - ダノンシャンティ 2007（毎日杯・NHKマイルC）

牝系図の出典：galopp-sieger.de

## 血統表
| グローリアスソングの血統        | グローリアスソングの血統                                                  | グローリアスソングの血統                                                  | （血統表の出典）                                                          | （血統表の出典） |
| 父系                            | ヘイロー系                                                                | ヘイロー系                                                                | ヘイロー系                                                                |                  |
| 父 Halo 1969 黒鹿毛 アメリカ    | 父の父Hail to Reason 1958 黒鹿毛                                          | Turn-to                                                                   | Royal Charger                                                             | Royal Charger    |
| 父 Halo 1969 黒鹿毛 アメリカ    | 父の父Hail to Reason 1958 黒鹿毛                                          | Turn-to                                                                   | Source Sucree                                                             |                  |
| 父 Halo 1969 黒鹿毛 アメリカ    | 父の父Hail to Reason 1958 黒鹿毛                                          | Nothirdchance                                                             | Blue Swords                                                               | Blue Swords      |
| 父 Halo 1969 黒鹿毛 アメリカ    | 父の父Hail to Reason 1958 黒鹿毛                                          | Nothirdchance                                                             | Galla Colors                                                              |                  |
| 父 Halo 1969 黒鹿毛 アメリカ    | 父の母Cosmah 1953 鹿毛                                                    | Cosmic Bomb                                                               | Pharamond                                                                 | Pharamond        |
| 父 Halo 1969 黒鹿毛 アメリカ    | 父の母Cosmah 1953 鹿毛                                                    | Cosmic Bomb                                                               | Banish Fear                                                               |                  |
| 父 Halo 1969 黒鹿毛 アメリカ    | 父の母Cosmah 1953 鹿毛                                                    | Almahmoud                                                                 | Mahmoud                                                                   | Mahmoud          |
| 父 Halo 1969 黒鹿毛 アメリカ    | 父の母Cosmah 1953 鹿毛                                                    | Almahmoud                                                                 | Arbitrator                                                                |                  |
| 母 Ballade 1972 黒鹿毛 アメリカ | 母の父Herbager 1956 鹿毛                                                  | Vandale                                                                   | Plassy                                                                    | Plassy           |
| 母 Ballade 1972 黒鹿毛 アメリカ | 母の父Herbager 1956 鹿毛                                                  | Vandale                                                                   | Vanille                                                                   |                  |
| 母 Ballade 1972 黒鹿毛 アメリカ | 母の父Herbager 1956 鹿毛                                                  | Flagette                                                                  | Escamillo                                                                 | Escamillo        |
| 母 Ballade 1972 黒鹿毛 アメリカ | 母の父Herbager 1956 鹿毛                                                  | Flagette                                                                  | Fidgette                                                                  |                  |
| 母 Ballade 1972 黒鹿毛 アメリカ | 母の母Miss Swapsco 1965 黒鹿毛                                            | Cohoes                                                                    | Mahmoud                                                                   | Mahmoud          |
| 母 Ballade 1972 黒鹿毛 アメリカ | 母の母Miss Swapsco 1965 黒鹿毛                                            | Cohoes                                                                    | Belle of Troy                                                             |                  |
| 母 Ballade 1972 黒鹿毛 アメリカ | 母の母Miss Swapsco 1965 黒鹿毛                                            | Soaring                                                                   | Swaps                                                                     | Swaps            |
| 母 Ballade 1972 黒鹿毛 アメリカ | 母の母Miss Swapsco 1965 黒鹿毛                                            | Soaring                                                                   | Skylarking                                                                |                  |
| 母系(F-No.)                     | (FN:12-c)                                                                 | (FN:12-c)                                                                 | (FN:12-c)                                                                 | [ § 2 ]          |
| 5代内の近親交配                 | Mahmoud S4×M4=12.50%、Blue Larkspur S5×S5×M5=9.38%、Firdaussi M5×M5=6.25% | Mahmoud S4×M4=12.50%、Blue Larkspur S5×S5×M5=9.38%、Firdaussi M5×M5=6.25% | Mahmoud S4×M4=12.50%、Blue Larkspur S5×S5×M5=9.38%、Firdaussi M5×M5=6.25% | [ § 3 ]          |
| 出典                            | 1. 2. 3.                                                                  | 1. 2. 3.                                                                  | 1. 2. 3.                                                                  | 1. 2. 3.         |

全弟にデヴィルズバッグ、セイントバラード（詳細は同馬の頁参照）がいる。